# Zé Vaqueiro
José Jacson de Siqueira dos Santos Junior, mais conhecido como Zé Vaqueiro (Ouricuri, 20 de janeiro de 1999), é um cantor e compositor brasileiro. Ele é considerado um dos principais destaques da nova geração no estilo piseiro. Com o primeiro álbum publicado em 2017, o cantor começou a fazer sucesso a partir de 2020, com suas canções "Tenho Medo" e "Letícia", que tem mais de 100 milhões de visualizações, cada, no YouTube.

## Biografia
Nascido em 1999 na cidade de Ouricuri, interior de Pernambuco, teve uma infância difícil e já chegou até a passar fome, segundo ele. Desde criança, acompanhava a sua mãe, que é cantora, indo para ensaios e shows dela. Já trabalhou vendendo sorvetes e posteriormente em um lava-jato, período que já cantava em pequenas festas e bares.

## Carreira
No início, o cantor não tinha um ritmo definido, cantando desde MPB, à arrocha e também brega, o seu nome artístico somente surgiu quando da época do seu primeiro álbum, com músicas mais regionais e de vaquejada. O seu primeiro disco consistiu em um disco caseiro, que teve suas 50 cópias distribuídas gratuitamente entre os feirantes, em festas e em cidades vizinhas, no intuito de promover o cantor. Uma música de composição do cantor, intitulada "Vem Me Amar", é considerada o seu primeiro sucesso e viralizou por meio de um vídeo simples divulgado através do Instagram, fato que deu visibilidade para outras músicas do cantor. Outra música do cantor, intitulada "Se Você Se Entregar", tocou em muitas festas de piseiro, na voz dele mesmo, em seguida, Zé Vaqueiro emplacou "O Povo Gosta de Piseiro", em parceria com Eric Land.
Durante à pandemia de COVID-19, no segundo semestre de 2020, Zé Vaqueiro viu o seu sucesso aumentar bastante, quando lançou as músicas "Tenho Medo" e "Letícia", atingindo cerca de 400 milhões de visualizações no YouTube até o final de 2020 e quatro músicas entre as mais tocadas no Brasil, no mesmo período, além de encerrar o ano de 2020 como o terceiro cantor mais ouvido da plataforma.

### Problema com o nome
Dois "Zé Vaqueiro" utilizam o referido nome para trabalhar, tendo os dois afirmado que os nomes foram escolhidos ao acaso. Segundo o site eletrônico G1, a marca Zé Vaqueiro foi registrada inicialmente por Caique C. de S. Bezerra, ex-empresário de José Jacson.

## Vida pessoal
É casado com Ingra Soares, e também é pai de Daniel Martim, nascido em 2020. Em 2023, nasce seu segundo filho, Arthur, que foi diagnosticado com a Síndrome de Patau. No dia 9 de julho de 2024, seu filho Arthur faleceu devido às complicações decorrentes da doença. Atualmente, vivem em Fortaleza, Ceará.

## Discografia

### Álbuns
| Álbuns de estúdio | Álbuns de estúdio                                          | Álbuns de estúdio |
| Ano               | Detalhes                                                   | Ref.              |
| ----------------- | ---------------------------------------------------------- | ----------------- |
| 2019              | Vem Me Amar - Lançamento: 18 de junho de 2019              | [ 18 ]            |
| 2020              | O Estouro das Vaquejadas - Lançamento: 13 de março de 2020 | [ 18 ]            |
| 2020              | O Original - Lançamento: 1 de outubro de 2020              | [ 17 ]            |
| 2021              | Vibe Original - Lançamento: 7 de maio de 2021              | [ 19 ]            |
| 2022              | Do Melhor Jeito (EP) - Lançamento: 28 de abril de 2022     | [ 20 ]            |

### Singles
| Singles | Singles                                  | Singles |
| Ano     | Detalhes                                 | Ref.    |
| ------- | ---------------------------------------- | ------- |
| 2020    | "Meia Noite"                             | [ 21 ]  |
| 2021    | "Volta Comigo BB"                        | [ 22 ]  |
| 2022    | "Erro do Ficante" (com Marcos & Belutti) | [ 23 ]  |
| 2022    | "Paredão" (com Paula Fernandes)          | [ 24 ]  |
| 2022    | "Quando Eu Te Pegar" (com Dilsinho)      | [ 25 ]  |
| 2024    | "Meu Eu em Você"                         | [ 26 ]  |

## Prêmios e indicações
| Ano  | Prêmio                                | Categoria                  | Indicação                            | Resultado | Ref.   |
| ---- | ------------------------------------- | -------------------------- | ------------------------------------ | --------- | ------ |
| 2021 | Prêmio Multishow de Música Brasileira | Experimente                | Zé Vaqueiro                          | Indicado  | [ 27 ] |
| 2021 | Prêmio Contigo! Online                | Revelação Musical          | Zé Vaqueiro                          | Indicado  | [ 28 ] |
| 2023 | Prêmio Multishow de Música Brasileira | Forró e Piseiro do Ano     | "Coladin (Minha Deusa)"              | Indicado  | [ 29 ] |
| 2024 | Prêmio Claro Música                   | Artista de Forró e Piseiro | Zé Vaqueiro                          | Indicado  | [ 30 ] |
| 2024 | Prêmio Claro Música                   | Melhor Música de Forró     | "Arriadin Por Tu" — feat. João Gomes | Venceu    | [ 31 ] |
| 2024 | Prêmio Claro Música                   | Melhor Música de Forró     | "Maravilhosa"                        | Indicado  | [ 31 ] |
| 2024 | Prêmio Multishow de Música Brasileira | Forró e Piseiro do Ano     | "Maravilhosa"                        | Indicado  | [ 32 ] |
| 2024 | Melhores do Ano Amazon Music          | Melhores de 2024 – Forró   | Zé Vaqueiro                          | Venceu    | [ 33 ] |
| 2024 | Melhores do Ano Amazon Music          | Melhores de 2024           | Zé Vaqueiro                          | Indicado  | [ 34 ] |